# Khéops
« Cheops » redirige ici. Pour les autres significations, voir CHEOPS (homonymie).
Pour les articles homonymes, voir Khéops (homonymie).
Khéops est le deuxième pharaon de la IVe dynastie de l'Ancien Empire égyptien. Il aurait régné aux alentours de 2600 avant notre ère, succédant à Snéfrou et précédant Djédefrê. Il serait le commanditaire de la Grande Pyramide de Gizeh. Les autres aspects de son règne sont peu documentés.
Son nom égyptien est Khoufou (translittération de l'égyptien /ˈkuːfuː/ signifiant « Il protège »), ou en forme longue Khnoum Khoufou (translittération de l'égyptien /knuːmˈkuːfuː/) signifiant « Que le dieu Khnoum protège »). Il est plus connu sous la forme hellénisée de son nom, Khéops (en grec Χέοψ). On rencontre aussi la graphie plus ancienne Chéops, conforme à la transcription traditionnelle des noms grecs, mais cette forme est en nette diminution. Manéthon le nomme Souphis Ier (en grec Σοῦφις) et Flavius Josèphe Sofe (en grec Σόφη). Les historiens arabes, quant à eux, le nomment Saurid (arabe : سوريد) ou Salhuk (arabe : سلهوق).

## Famille

### Ascendance
Le père de Khéops est Snéfrou et sa mère est Hétep-Hérès Ire.

### Épouses
Seules deux épouses de Khéops sont connues :
- sa demi-sœur Mérititès Ire ;
- sa potentielle demi-sœur Hénoutsen.

### Descendance
Les fils connus de Khéops sont :
- Djédefrê, son successeur ;
- Khéphren, son second successeur ;
- Kaouab Ier, fils aîné et prince héritier, mort avant son père, fils de Mérititès Ire ; marié à sa sœur Hétep-Hérès II ;
- Hordjédef, probable fils de Mérititès Ire, mentionné dans le papyrus Westcar ;
- Babaef Ier ;
- Khoufoukhaf Ier, fils d'Hénoutsen ;
- Minkhâf, fils d'Hénoutsen ;
- Horbaf, possible époux de Mérésânkh II ;
- Baoufrê ?, seulement connu par le papyrus Westcar.

Les filles connues de Khéops sont :
- Hétep-Hérès II, épouse de Kaouab Ire puis de Djédefrê, probable fille de Mérititès Ire ;
- Mérésânkh II, fille de Mérititès Ire et possible épouse de Horbaf ;
- Khâmerernebty Ire, mère du futur roi Mykérinos et de la future reine Khâmerernebty II ;
- Néfertiabet fille (ou sœur ?) de Khoufou ;
- Mérititès, probable fille de Mérititès Ire.

En dehors des successeurs de Khéops sur le trône d'Horus, qui établirent leur propre monument funéraire, presque tous les membres de cette famille royale se firent construire leur tombeau au voisinage immédiat de la grande pyramide à Gizeh.

## Règne

### Durée
On ne sait pas combien de temps Khéops a régné sur l'Égypte, car historiquement les documents postérieurs se contredisent et les sources contemporaines sont rares. Le Canon royal de Turin de la XIXe dynastie lui donne vingt-trois ans de règne,. Manéthon lui en accorde soixante-trois et l'historien Hérodote cinquante. Ces chiffres sont maintenant considérés comme des exagérations ou de mauvaises interprétations de sources désuètes.
Des sources contemporaines de l'époque de Khéops donnent trois informations-clés. L'une d'elles a été trouvée à l'oasis de Dakhla, dans le désert de Libye. Le nom d'Horus de Khéops est gravé dans une inscription rupestre qui rapporte Mefat voyageant dans l'année qui suit le 13e recensement des bovins sous Hor-Medjedou . La deuxième source se trouve dans les chambres de soutènement à l'intérieur de la pyramide de Khéops, au-dessus de la chambre funéraire. L'une de ces inscriptions mentionne une équipe d'ouvriers appelés amis de Khoufou à côté de la note année du 17e recensement des bovins, mais on se demande si le nombre d'années indique un recensement bisannuel ou si ce nombre doit être pris mot à mot,. De nouveaux témoignages de Ouadi el-Jarf donnent cependant un troisième indice sur la véritable durée du règne : plusieurs fragments de papyrus contiennent des rapports manuscrits d'un port royal qui est aujourd'hui Ouadi el-Jarf. Les inscriptions décrivent l'arrivée de bateaux royaux emplis de minerais et de pierres précieuses, comme de la turquoise, dans l'année après le 13e recensement des bovins sous Hor-Medjedou,. Par conséquent, la date la plus certaine de la fin du règne de Khéops est l'année après le 13e recensement du bétail,. 
Pour connaître la durée réelle du règne de Khéops, les égyptologues modernes se réfèrent au règne de Snéfrou, le recensement du bétail ayant lieu tous les deux ans sous le règne d'un roi. Le recensement du bétail, en tant que mesure économique, aurait servi à la perception de l'impôt dans toute l'Égypte. Une récente évaluation de documents plus contemporains, ainsi que l'examen de l'inscription de la pierre de Palerme, renforcent la théorie selon laquelle le recensement du bétail sous Khéops aurait eu lieu tous les deux ans, et non pas annuellement comme on le pensait auparavant,.
Les égyptologues Thomas Schneider, Michael Haase et Rainer Stadelmann se demandent si le scribe du Canon royal de Turin a réellement tenu compte du fait que le recensement du bétail s'effectuait tous les deux ans pendant la première moitié de l'Ancien Empire, alors que sous la XIXe dynastie la collecte des impôts avait lieu chaque année. En résumé, tous ces documents prouveraient que Khéops aurait régné pendant au moins vingt-six ou vingt-sept ans, et peut-être plus de trente-quatre, vu que l'inscription dans les chambres de décharge de sa pyramide indique un recensement bisannuel du bétail. En effet, si le scribe du Canon royal de Turin, qui lui donnait vingt-trois ans de règne, ne tenait pas compte de la fréquence bisannuelle d'un recensement du bétail, cela pourrait même signifier que Khéops régna pendant quarante-six ans,.

### Activité

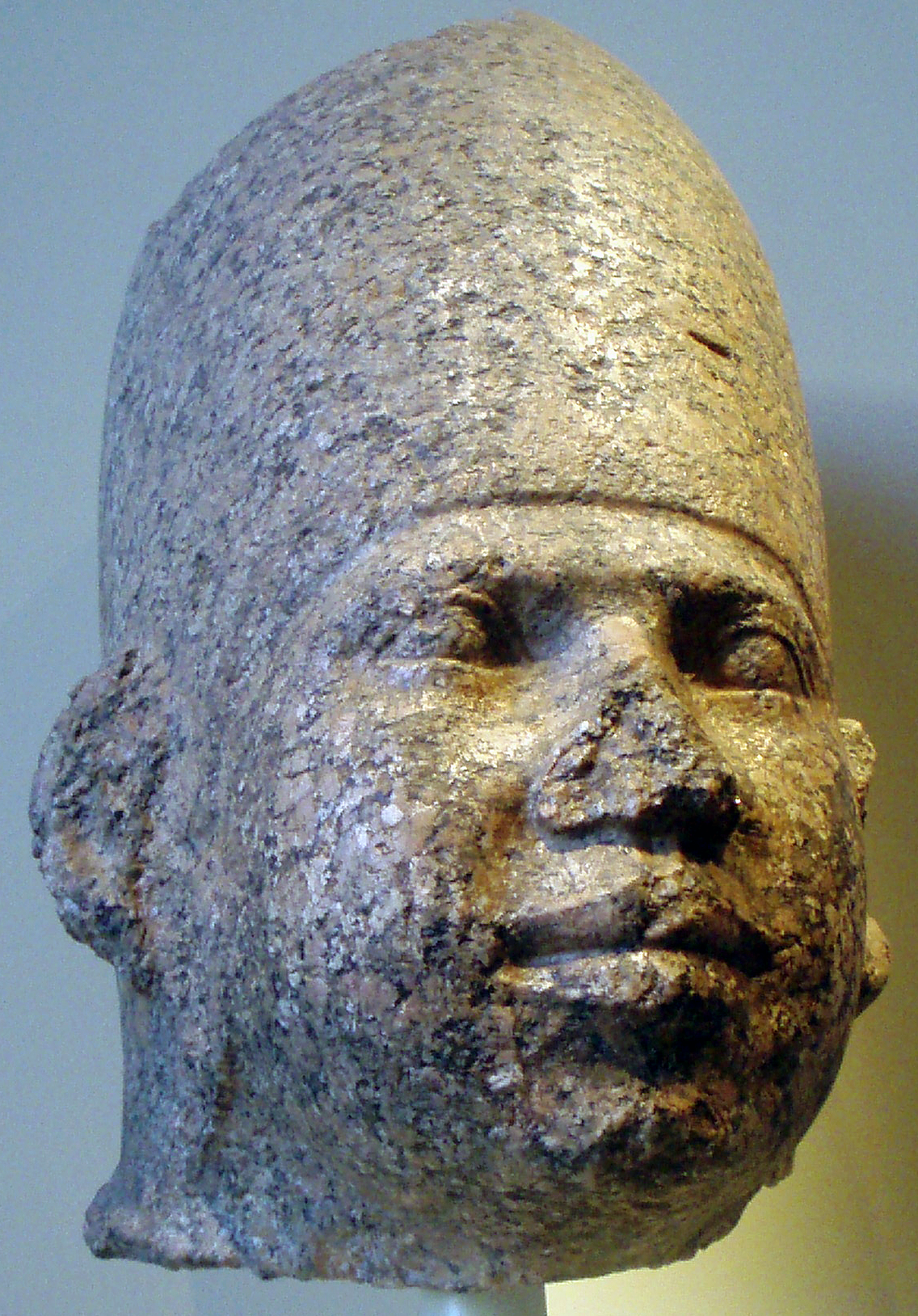
Tête en granite supposée du roi Houni ou du roi Khéops. Brooklyn Museum.

Il y a peu d'indices sur l'activité politique de Khéops à l'intérieur et à l'extérieur de l'Égypte. En Égypte, le roi est documenté par plusieurs inscriptions et statues de monuments. Son nom apparaît dans des inscriptions d'El Kab et de l'Île Éléphantine, et dans les carrières locales de Hatnoub et Ouadi Hammamat. À Saqqarah, deux figures en terre cuite de la déesse Bastet ont été trouvées, sur la base desquelles le nom d'Horus de Khéops est gravé. Elles ont été déposées à Saqqarah pendant le Moyen Empire, mais leur confection remonte au règne de Khéops.

#### Ouadi Maghara
Au Ouadi Maghara, dans le Sinaï, une inscription rupestre représente Khéops coiffé de la double couronne. Il aurait envoyé plusieurs expéditions à la recherche des mines de turquoise et de cuivre. Comme d'autres rois, tels que Sekhemkhet, Snéfrou et Sahourê, qui sont également représentés dans des reliefs imposants, il cherchait ces matériaux précieux. Khéops a également eu des contacts avec Byblos. Il envoya plusieurs expéditions à Byblos, pour échanger des outils et des armes de cuivre contre du bois précieux de cèdre du Liban. Ce bois était indispensable pour la construction de grands bateaux funéraires solides. Les navires découverts près de la Grande Pyramide en étaient constitués.

#### Ouadi el-Jarf
De nouvelles preuves concernant l'activité politique sous le règne de Khéops ont récemment été trouvées sur le site de l'ancien port de Ouadi el-Jarf, sur la côte de la mer Rouge à l'est de l'Égypte. Les premières traces de ce port avaient déjà été fouillées en 1823 par John Gardner Wilkinson et James Burton, mais le site fut rapidement abandonné. En 1954, les chercheurs français François Bissey et René Chabot-Morisseau fouillèrent de nouveau le port, mais leurs travaux cessèrent avec la crise du canal de Suez en 1956. En juin 2011, une équipe d'archéologues dirigée par les égyptologues français Pierre Tallet et Grégory Marouard, et organisée par l'Institut français d'archéologie orientale (IFAO), reprit les travaux sur le site. Entre autres documents, une collection de centaines de fragments de papyrus a été trouvée,.
Dix de ces papyrus sont très bien conservés. La plupart de ces documents datent de la 27e année du règne de Khéops. Ils disent comment l'administration centrale a envoyé de la nourriture et des provisions aux marins et aux ouvriers des quais. La datation de ces documents précieux est permise par le style typique de l'Ancien Empire, et par le nom de leur destinataire qui est le roi lui-même, et qui utilise son nom d'Horus. C'était le cas lorsque le roi était encore en vie. Si le souverain était déjà mort, ses noms en cartouches étaient utilisés. D'un intérêt particulier est le journal de Merer, un fonctionnaire qui participe à la construction de la Grande Pyramide. Grâce à ce journal, les chercheurs ont pu reconstituer trois mois de sa vie, apportant un nouvel éclairage sur la vie quotidienne des gens de la IVe dynastie. Ces textes sont les plus anciens papyrus inscrits jamais trouvés en Égypte. 
Une autre inscription, retrouvée sur le mur de calcaire du port, mentionne un certain Idou à la tête des scribes royaux qui contrôlent l'échange des marchandises,. Le nom du cartouche de Khéops est également inscrit sur certains blocs de calcaire lourds du site. Le port avait une importance économique majeure, parce que les navires apportaient des matériaux précieux tels que la turquoise, le cuivre et le minerai de la péninsule du Sinaï. Les fragments de papyrus contiennent plusieurs inventaires des marchandises livrées. Ils mentionnent également un autre port de la côte opposée de Ouadi el-Jarf, sur la rive ouest de la péninsule du Sinaï, où l'ancienne forteresse Tell Ras Budran fut fouillée en 1960 par Gregory Mumford. Le papyrus et la forteresse révèlent pour la première fois l'histoire d'un itinéraire de navigation à travers la mer Rouge. C'est la plus ancienne route maritime archéologique de l'Égypte antique. Selon Pierre Tallet, le port a pu aussi être l'un des ports de haute mer légendaires de l'Égypte antique, d'où partaient les expéditions vers le fameux pays de Pount,.

## Monuments et statues

### Statues

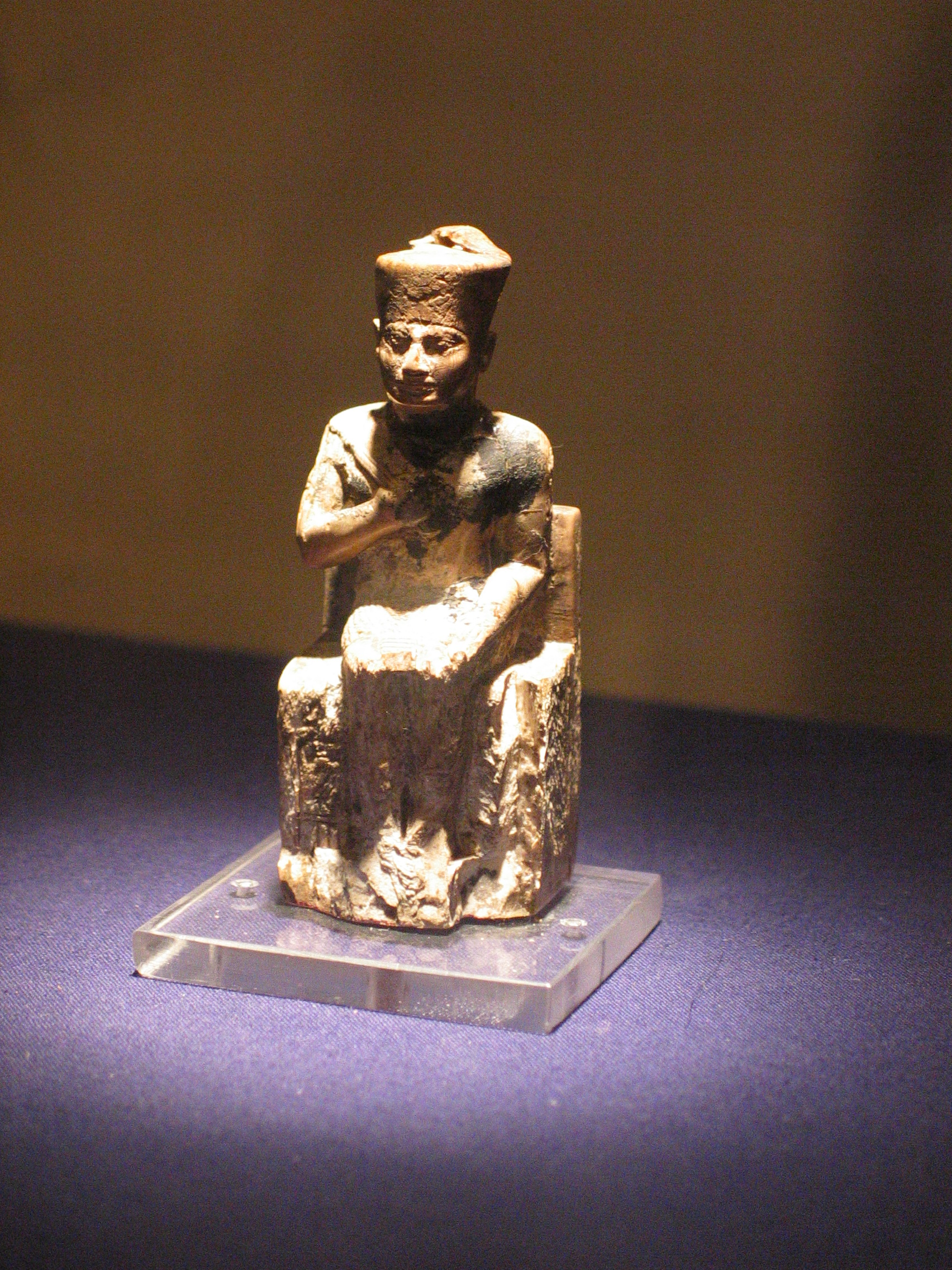
Statuette de Khéops au Musée égyptien du Caire.

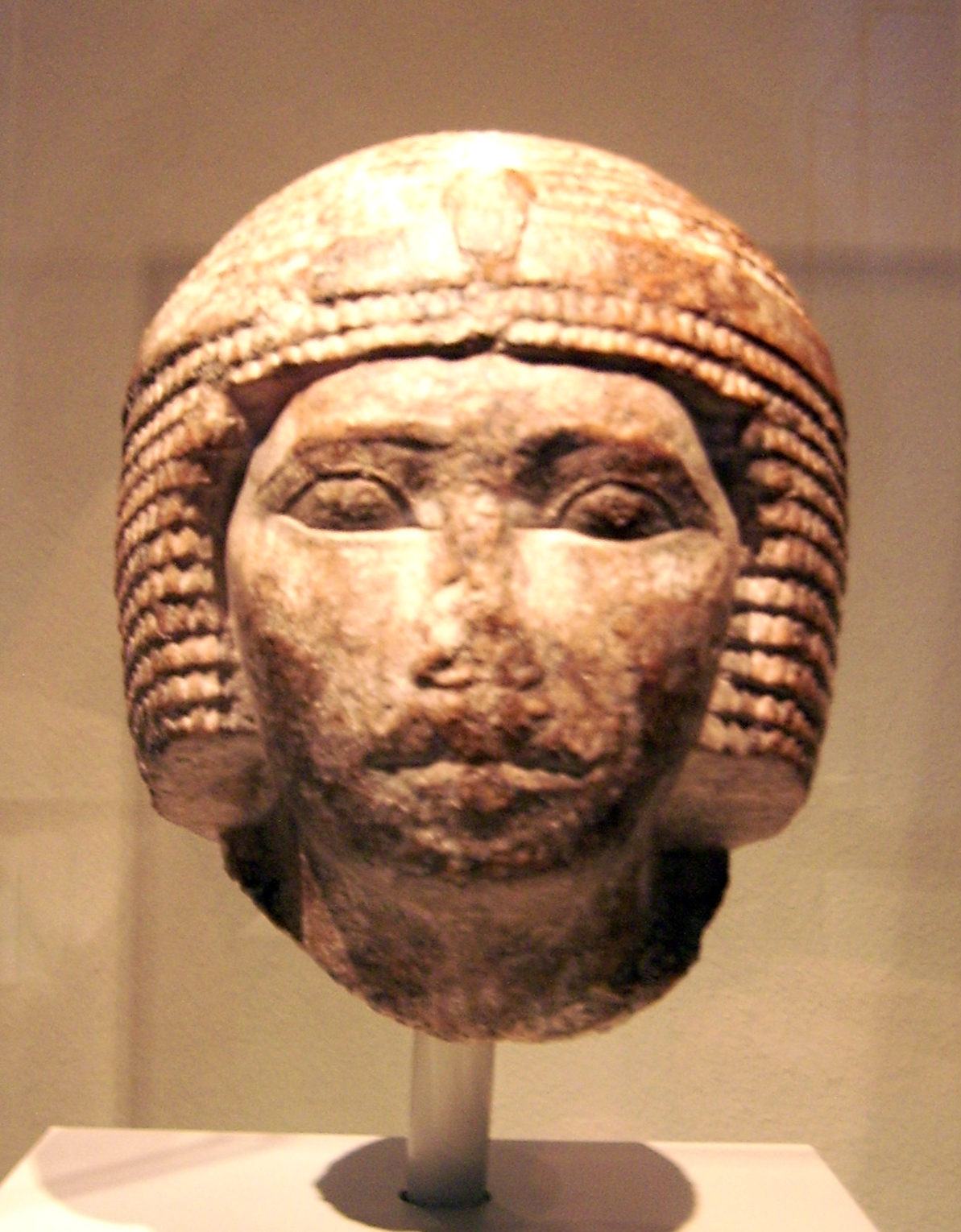
Tête de Khéops en ivoire, exposée au Altes Museum de Berlin.

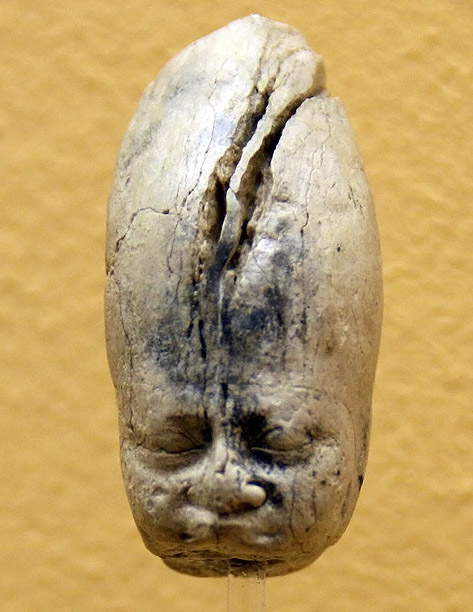
Tête supposée de Khéops, Musée d'état d'art égyptien de Munich.

La seule représentation tridimensionnelle de Khéops qui a survécu presque entièrement au temps est une petite figurine en ivoire, bien restaurée, connue sous le nom de Statuette de Khéops. Elle représente le roi avec la couronne rouge de Basse-Égypte. Le roi est assis sur un trône à dossier court. Sur le côté gauche de ses genoux, le nom d'Horus Medjedou est inscrit, et sur le côté droit, un fragment de la partie inférieure du nom du cartouche Khnoum Khoufou est visible. Khéops tient un fléau-nekhekh dans sa main droite, et sa main gauche repose avec son avant-bras sur sa jambe gauche. 
L'objet a été découvert en 1903 par William Matthew Flinders Petrie à Kom El Sultan, près d'Abydos. Il a été trouvé sans tête ; d'après Petrie, elle a été cassée par un accident en creusant[pas clair]. Lorsque Petrie comprit l'importance de cette découverte, il arrêta le chantier et promit une récompense à tout ouvrier qui trouverait la tête. Trois semaines plus tard, la tête fut retrouvée après un tamisage intense dans un niveau plus profond des décombres de la pièce. 
La petite statue est aujourd'hui restaurée et exposée au Musée égyptien du Caire, dans la salle 32, sous le numéro d'inventaire JE 36143. La plupart des égyptologues pensent qu'elle est d'époque. Mais certains chercheurs, comme Zahi Hawass, estiment qu'il s'agit d'une reproduction artistique de la XXVIe dynastie. Hawass soutient qu'aucun bâtiment daté clairement de la IVe dynastie n'a jamais été fouillé à Kom El Sultan ou à Abydos. Il souligne en outre que le visage de Khéops est inhabituellement squatté[Quoi ?] et potelé, et qu'il ne montre aucune expression émotionnelle. Hawass compare la stylistique faciale aux statues des rois contemporains, tels que Snéfrou, Khéphren et Mykérinos. Les visages de ces rois sont d'une beauté égale, minces et d'une expression bienveillante, un résultat clair de motivations idéalistes et non fondées sur la réalité. La figurine en ivoire de Khéops donne plutôt l'impression que l'artiste ne se souciait pas beaucoup de réaliser une statue idéaliste. Hawass pense que Khéops lui-même n'aurait pas permis l'exposition d'une œuvre aussi peu soignée. Enfin, il soutient que le trône sur lequel la figurine est assise ne correspond pas au style artistique de l'Ancien Empire. Les trônes de l'Ancien Empire ont un dossier qui monte jusqu'au cou du roi. Mais la preuve ultime qui convainc Hawass que la statue est une reproduction bien plus tardive est le sceptre fléau-nekhekh tenu dans la main droite de Khéops. Les représentations d'un roi tenant un fléau comme insigne de cérémonie n'apparaissent pas avant le Moyen Empire. Hawass en conclut que la figurine devait être une amulette ou un porte-bonheur vendu à des citoyens pieux,.
On dit souvent que la petite figurine est la seule statue de Khéops conservée, mais ce n'est pas tout à fait exact. Les fouilles conduites à Saqqarah en 2001 et 2003 ont révélé une paire de statues en terre cuite, représentant une déesse-lionne (peut-être Bastet ou Sekhmet) sur les pieds de laquelle deux figures de rois enfants sont conservées. Celle de droite s'identifie au roi Khéops par son nom d'Horus, et celle de gauche au roi Pépi Ier de la VIe dynastie par son nom de naissance. Les figurines de Pépi Ier ont visiblement été ajoutées plus tard aux groupes de statues, car elles sont placées séparément et à distance de la divinité. Cela ne correspond pas aux groupes de statues typiques de l'Ancien Empire : normalement, chaque groupe de statues est taillé comme une unité artistique. Les deux groupes de statues sont semblables l'un à l'autre par leur taille et leur échelle, mais diffèrent par le fait qu'une seule déesse-lionne tient un sceptre. Les fouilleurs soulignent que les statues ont été restaurées pendant le Moyen Empire après avoir été brisées. Il semble cependant que la raison de la restauration ait résidé plus dans un intérêt pour la déesse que dans un culte royal autour des figures du roi. Leurs noms étaient couverts de gypse.
La pierre de Palerme rapporte sur son fragment C-2 la création de deux statues surdimensionnées du roi, l'une en cuivre, l'autre en or pur,.
En outre, plusieurs fragments en albâtre et en travertin de statues assises, trouvés à Gizeh par George Andrew Reisner, portent l'inscription du titre royal complet de Khéops. Aujourd'hui, les cartouches complets ou partiellement conservés avec le nom Khoufou ou Khnoum-Khoufou demeurent. L'un des fragments d'une petite statue montre les jambes et les pieds d'un roi assis. À leur droite, le nom incomplet ...fou est visible dans un cartouche, facilement identifiable à celui de Khéops,.
Deux autres objets exposés au Musée Roemer et Pelizaeus à Hildesheim sont également faits d'albâtre. L'un d'eux montre la tête d'une déesse féline (très probablement Bastet ou Sekhmet). La position de son bras droit suggère que le buste appartenait autrefois à un groupe de statues semblable aux triades bien connues de Mykérinos.
Plusieurs têtes de statues ont pu appartenir à Khéops. L'une d'elles est la « tête de Brooklyn » du Brooklyn Museum de New-York. Elle mesure 54,3 cm de large et est faite de granit rose. En raison de ses joues enflées, la tête est attribuée à Khéops ou au roi Houni. Un objet similaire est exposé au Musée d'état d'art égyptien de Munich. La tête est faite de calcaire et est relativement petite, avec seulement 5,7 cm de hauteur.

### Reliefs
Khéops est représenté dans plusieurs fragments de reliefs, retrouvés éparpillés dans sa nécropole de Gizeh et ailleurs. Tous les reliefs sont en calcaire finement poli. Certains proviennent de son temple funéraire en ruines et de sa chaussée détruite, dont ils recouvraient entièrement les murs. D'autres ont été retrouvés en réemploi dans le complexe funéraire du roi Amenemhat Ier à Licht, mais aussi à Tanis,. L'un des fragments en relief montre le cartouche de Khéops avec la phrase : Construction des sanctuaires des dieux. Un autre montre une rangée de bœufs gras décorés de fleurs, évidemment préparés pour un sacrifice lors d'une procession d'offrandes. L'inscription indique Les environs de Tefef servent Khéops, Les beaux taureaux de Khoufou et Pleurer pour Khéops. Un troisième montre la plus ancienne représentation connue d'une guerre royale : la scène est légendée Les archers se préparent, car elle montre des archers manipulant leurs arcs. Un quatrième exemple montre le roi avec la double couronne empalant un hippopotame,.
Au Ouadi Maghara, dans le Sinaï, une inscription rupestre contient les noms, titres et rapports de Khéops : Hor-Medjedou, Khnoum-Khoufou, Bikouj-Nebou, le grand dieu et frappeur des troglodytes, toute protection et vie sont avec lui. Le style du relief est similaire à celui du roi Snéfrou. Dans une scène, le roi Khéops porte la double couronne ; à proximité, on peut voir la représentation du dieu Thot. Dans une autre scène, tout près, Khéops porte la couronne Atef et frappe un ennemi. Dans cette scène, le dieu Oupouaout est présent,.
Aucun fragment en relief ne montre Khéops en train de faire une offrande à un dieu. C'est remarquable, car les reliefs de Snéfrou et ceux de tous les rois à partir de Mykérinos montrent le roi faisant une offrande à une divinité. L'absence de cette représentation spéciale a peut-être influencé les historiens grecs de l'Antiquité, qui pensaient que Khéops avait fermé tous les temples et interdit les sacrifices,.

### Autres ouvrages
Mais Khéops construisit également des temples. Il a entamé en particulier la construction d'un temple de Hathor à Dendérah, et on a retrouvé dans les fondations du temple de Bastet à Bubaste des éléments d'un monument à son nom.

## Sépulture
Khéops est surtout connu pour son immense tombeau, classé depuis l'Antiquité dans les « Sept Merveilles du monde » et dont elle est à la fois la plus ancienne et la seule encore visible : la Grande Pyramide de Gizeh. Celle-ci est incluse dans un vaste complexe funéraire.

### La nécropole
La nécropole pyramidale de Khéops est érigée dans la partie nord-est du plateau de Gizeh. Il est possible que le manque d'espace pour construire, le manque de carrières de calcaire locales et le terrain meuble de Dahchour aient obligé Khéops à se déplacer vers le nord, loin de la nécropole de son prédécesseur Snéfrou. Khéops a choisi l'extrémité supérieure d'un plateau naturel, pour que sa pyramide soit visible de loin. Il a appelé sa pyramide Akhet-Khoufou (qui signifie L'horizon de Khoufou),,,. La construction du monument a nécessité l'emploi de près de 20 000 ouvriers.
Plusieurs dignitaires et membres de la famille de Khéops sont enterrés dans le cimetière entourant son complexe funéraire. Du côté ouest se trouve le cimetière ouest, où reposent les plus hauts dignitaires et les prêtres. Sur le côté est de la pyramide se trouve le cimetière est, qui contient les mastabas des princes et des princesses. Trois petites pyramides satellites, appartenant peut-être aux reines Hétep-Hérès Ire (pyramide G1A), Mérititès Ire (pyramide G1B) et Hénoutsen (pyramide G1C), sont érigées à l'angle sud-est de la pyramide de Khéops. Sur le côté sud de la Grande Pyramide se trouvent les fosses des barques funéraires de Khéops. De récentes découvertes faites lors des fouilles de Mark Lehner ont révélé une ville d'artisans et d'ouvriers à Gizeh.

### Le complexe funéraire

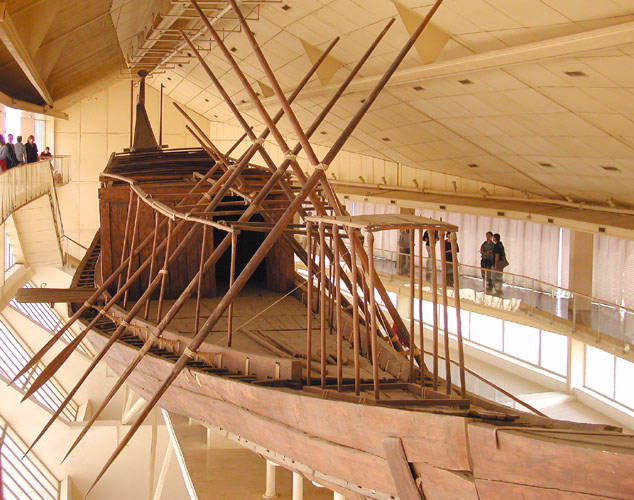
La barque solaire de Khéops.

La pyramide de Khéops était entourée d'un mur d'enceinte, dont chaque côté se trouvait à dix mètres de la pyramide. Le temple funéraire est construit à l'est, directement en face de la pyramide. Sa fondation est en basalte noir, dont une grande partie est encore conservée. Les piliers et les portails étaient en granite rouge et les pierres du plafond étaient en calcaire blanc. Il ne reste plus aujourd'hui que leurs fondations. Une chaussée de 692 m de long reliait le temple funéraire au temple de la vallée. Le temple de la vallée était peut-être fait des mêmes pierres que le temple funéraire, mais comme ses fondations ne sont pas conservées, la forme et la taille originales du temple de la vallée sont inconnues,,,.
une pyramide G1D a été découverte en 1991 par l'équipe de Zahi Hawass, alors directeur du Conseil suprême des Antiquités égyptiennes. Elle est située à l'extérieur de l'enceinte, près de l'angle sud-est et à l'est de la grande pyramide. Cette pyramide a livré le deuxième plus ancien pyramidion connu après celui de la pyramide rouge de Dahchour. Ce monument est identifié par son découvreur à la pyramide subsidiaire du Ka, bien que ce type d'édifice cultuel ait toujours été placé à l'intérieur de l'enceinte de la pyramide principale des complexes pyramidaux.

### La pyramide

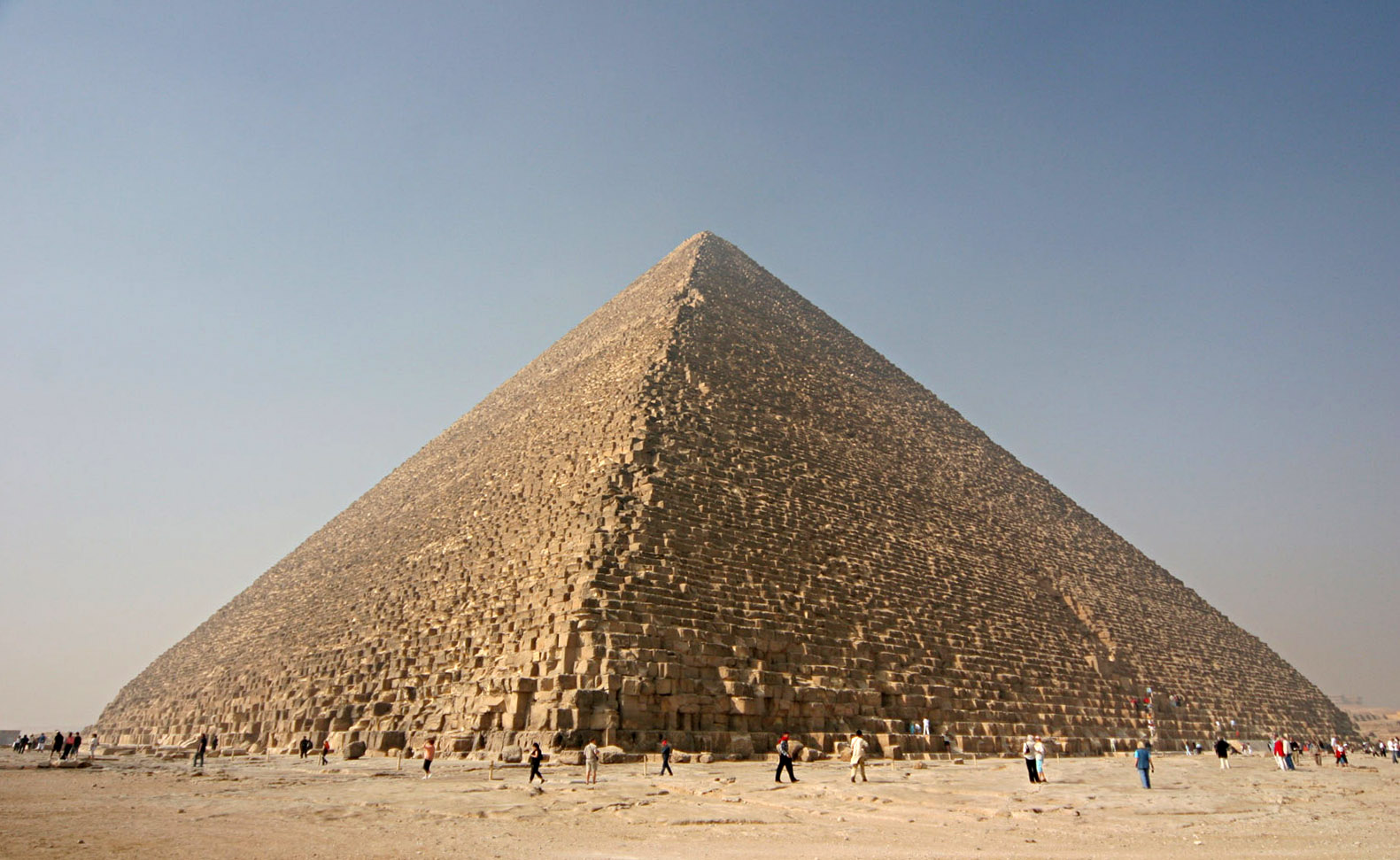
Son tombeau présumé : la pyramide de Khéops.

La Grande Pyramide a une dimension de base d'environ 230,4 × 230,4 m et une hauteur actuelle de 138,7 m. À l'origine, elle atteignait 147 m de haut, mais elle est endommagée, réduite et son enveloppe de calcaire a totalement disparu.  Elle a en effet longtemps servi de carrière pour d'autres constructions. L'absence de parement permet d'avoir une vue d'ensemble de l'intérieur de la pyramide. Elle a été érigée avec des blocs de calcaire sombre, plus ou moins grossièrement taillés. L'enveloppe était faite de calcaire presque blanc. La surface extérieure des pierres d'habillage était finement polie, de sorte que la pyramide brillait d'un blanc de chaux naturellement étincelant à l'état neuf. Reflétant la lumière solaire du désert elle devait se voir d'autant mieux et d'autant plus loin. Le pyramidion était peut-être recouvert d'électrum, mais il n'y a aucune preuve archéologique de cela. Les couloirs intérieurs et les chambres ont des murs et des plafonds en granit poli, l'une des pierres les plus dures connues à l'époque de Khéops. Le mortier utilisé était un mélange de gypse, de sable, de calcaire pulvérisé et d'eau,,.
L'entrée originale de la pyramide se trouve du côté nord. À l'intérieur se trouvent trois chambres : au sommet la chambre funéraire du roi, au milieu la chambre de la reine, et sous les fondations une chambre souterraine inachevée. Alors que la chambre funéraire est identifiée par son grand sarcophage en granit, l'identification de la chambre de la reine est encore contestée : elle a pu être le serdab de la statue du Ka de Khéops. La chambre souterraine reste mystérieuse car elle est restée inachevée. Un couloir étroit se dirigeant vers le sud à l'extrémité ouest de la chambre et un puits inachevé au centre pourraient indiquer que la chambre souterraine est la plus ancienne des trois chambres, et que le plan de construction original contenait un simple complexe de chambres comportant plusieurs pièces et corridors. Mais pour des raisons inconnues, les travaux ont été arrêtés et deux autres chambres ont été construites à l'intérieur de la pyramide. Remarquable est la Grande Galerie qui mène à la chambre funéraire : elle a un plafond en encorbellement et mesure 8,8 m de hauteur et 46 m de longueur. La galerie a une fonction statique importante : elle détourne le poids de la masse de pierre du dessus de la chambre du roi vers le noyau pyramidal qui l'entoure.

### Le Sphinx
Un ouvrage susceptible d'appartenir à la nécropole de Khéops est le célèbre Grand Sphinx de Gizeh. Cette immense statue de calcaire, qui mesure 73,5 × 20,3 m, et qui a la forme d'un lion couché à tête humaine est ornée d'une coiffe royale de type némès. Le Sphinx est taillé directement dans la roche de Gizeh et il était à l'origine peint en rouge, en ocre, en vert et en noir. Aujourd'hui, un débat passionné a lieu pour savoir qui a ordonné de le tailler. Les candidats les plus probables sont Khéops, son fils aîné Djédefrê et son fils cadet Khéphren. L'une des difficultés de l'attribution réside dans l'absence d'un portrait de Khéops parfaitement conservé. Les visages de Djédefrê et de Khéphren sont similaires à ceux du Sphinx, mais ils ne concordent pas parfaitement. Une autre énigme est la fonction cultuelle et symbolique originale du Sphinx. Beaucoup plus tard, il a été appelé Herou-im-Akhet (Horus à l'horizon) par les Égyptiens, et Abou el-Hὀl (père de la terreur) par les Arabes. Il se peut que le Sphinx, en tant que représentation allégorique et mystifiée du roi, ait simplement gardé le cimetière sacré de Gizeh,,,.

## Khéops à travers l'Histoire

### Khéops dans la tradition égyptienne

#### Ancien Empire
Khéops fait l'objet d'un culte funéraire important pendant l'Ancien Empire. Jusqu'à la fin de la VIe dynastie, au moins soixante-sept prêtres mortuaires et six hauts fonctionnaires indépendants servant à la nécropole sont attestés par l'archéologie. Dix d'entre eux servaient déjà à la fin de la IVe dynastie (dont sept étaient des membres de la famille royale), vingt-huit servaient sous la Ve dynastie et vingt-neuf sous la VIe dynastie. Chose remarquable, son père Snéfrou n'avait que dix-huit prêtres mortuaires pendant la même période. Même Djédefrê n'en avait que huit et Khéphren vingt-huit. Ces cultes mortuaires étaient très importants pour l'économie de l'État, car pour les accomplir des lieux spéciaux devaient être établis. Un grand nombre de noms de ces lieux sont attestés pour l'époque du règne de Khéops. Cependant, à la fin de la VIe dynastie, ce nombre a rapidement diminué. Au début de la VIIe dynastie, plus aucun nom n'était transmis,,, attestant de l'abandon progressif du culte.

#### Moyen Empire
Au Ouadi Hammamat, une inscription rocheuse datant de la XIIe dynastie énumère cinq noms en cartouche : Khoufou (Khéops), Djédefrê, Khafrê, Baoufrê et Hordjédef. Parce que tous les noms royaux sont écrits à l'intérieur de cartouches, on a cru pendant un temps que Baoufrê et Hordjédef avaient régné pendant une courte période, mais les sources contemporaines qualifient Hordjédef de simple prince et ne mentionnent même pas Baoufrê. La présence de Khéops dans cette liste pourrait indiquer que lui et ses fils (ou considéré comme tel pour Baoufrê) étaient vénérés comme saints patrons. Cette théorie est promue par des découvertes telles que des vaisseaux en albâtre portant le nom de Khéops trouvés à Coptos, la ville de départ et de retour des voyageurs du Ouadi Hammamat,,.
Un chef-d'œuvre littéraire de la XIIIe dynastie parlant de Khéops est le célèbre papyrus Westcar, où le roi Khoufou assiste à un tour magique et reçoit une prophétie d'un magicien nommé Djédi. Dans l'histoire, Khéops se caractérise d'une manière difficile à évaluer. D'une part, il est dépeint comme impitoyable lorsqu'il décide de faire décapiter un prisonnier condamné pour tester les prétendus pouvoirs magiques de Djédi. D'autre part, Khéops est décrit comme curieux, raisonnable et généreux : il accepte l'indignation de Djédi et son offre alternative pour le prisonnier, remet en question les circonstances et le contenu de la prophétie de Djédi et après tout, récompense généreusement le magicien. La représentation contradictoire de Khéops fait encore aujourd'hui l'objet d'une grande controverse entre égyptologues et historiens. Les égyptologues et les historiens comme Johann Peter Adolf Erman, Kurt Heinrich Sethe et Hans Wolfgang Helck, en particulier, considéraient le personnage de Khéops comme étant sans cœur et sacrilège. Ils se sont appuyés sur les traditions grecques anciennes d'Hérodote et de Diodore de Sicile, qui décrivaient une image exagérée du caractère négatif de Khoufou, ignorant les traditions paradoxales (parce que positives) que les Égyptiens eux-mêmes avaient toujours enseignées,,,,.
Mais d'autres égyptologues, comme Dietrich Wildung, voient dans l'ordre de Khéops un acte de miséricorde : le prisonnier aurait retrouvé la vie si Djédi avait réellement exécuté son tour magique. Wildung pense que le refus de Djédi était une allusion au respect des Égyptiens pour la vie humaine. Les anciens Égyptiens étaient d'avis que la vie humaine ne devrait pas être utilisée à mauvais escient pour la magie noire ou d'autres choses maléfiques. Verena Lepper et Miriam Lichtheim soupçonnent qu'une représentation difficile à évaluer de Khéops était exactement ce que l'auteur avait prévu. Il voulait créer un personnage mystérieux,,,,.

#### Nouvel Empire
Pendant le Nouvel Empire, la nécropole de Khéops et les cultes mortuaires locaux ont été réorganisés et Gizeh est redevenue une importante destination économique et culturelle. Au cours de la XVIIIe dynastie, le roi Amenhotep II érigea un temple commémoratif et une stèle près du Grand Sphinx. Son fils et successeur au trône Thoutmôsis IV libéra le Grand Sphinx du sable et plaça une stèle commémorative - connue sous le nom de Stèle du rêve - entre ses pattes avant. Les inscriptions des deux stèles sont similaires dans leur contenu narratif, mais ni l'une ni l'autre ne donne d'informations spécifiques sur le véritable bâtisseur du Grand Sphinx,,.
À la fin de la XVIIIe dynastie, un temple pour la déesse Isis fut construit à la pyramide G1C (celle de la reine Hénoutsen) de la nécropole de Khéops. Pendant la XXIe dynastie, le temple a été agrandi et, pendant la XXVIe dynastie, les extensions se sont poursuivies. À partir de cette période, plusieurs prêtres d'Isis (Hem-netjer-Iset), qui étaient aussi prêtres de Khoufou (Hem-netjer-Khoufou), y travaillaient. De la même XXVIe dynastie, une bague de sceau d'or portant le nom d'un prêtre Néferibrê a été trouvée à Gizeh,,.

#### Basse époque
Pendant la période tardive, un grand nombre de scarabées portant le nom de Khéops ont été vendus aux citoyens, peut-être comme une sorte de porte-bonheur. Plus de trente scarabées sont conservés. Au temple d'Isis, un arbre généalogique des prêtres d'Isis est exposé, qui énumère les noms des prêtres de 670 à 488 avant notre ère. De la même période vient la célèbre Stèle de l'inventaire, qui nomme Khéops et son épouse Hénoutsen. Cependant, les égyptologues modernes se demandent si Khéops était encore personnellement adoré en tant qu'ancêtre royal à cette époque ; ils pensent qu'il est plus probable que Khéops était déjà considéré comme une simple figure symbolique à la base de l'histoire du temple d'Isis,,,.

### Khéops dans la tradition grecque

#### Manéthon
L'historien égyptien Manéthon appelle Khéops Souphis et le crédite d'un règne de soixante-trois ans. Il indique que Khéops a construit la Grande Pyramide. Il affirme aussi que son contemporain Hérodote disait que la pyramide avait été construite par un roi Khéops. Manéthon pensait que Khéops et Souphis étaient deux rois différents. Manéthon dit aussi que Khéops reçut du mépris de la part des dieux, et qu'il a écrit un livre sacré à ce sujet. Manéthon dit avoir obtenu ce livre pendant son voyage en Égypte. L'histoire de ce prétendu Livre sacré est remise en question par les égyptologues modernes, car il serait très inhabituel qu'un pharaon écrive des livres et qu'un document aussi précieux puisse être vendu si facilement,,.

#### Hérodote

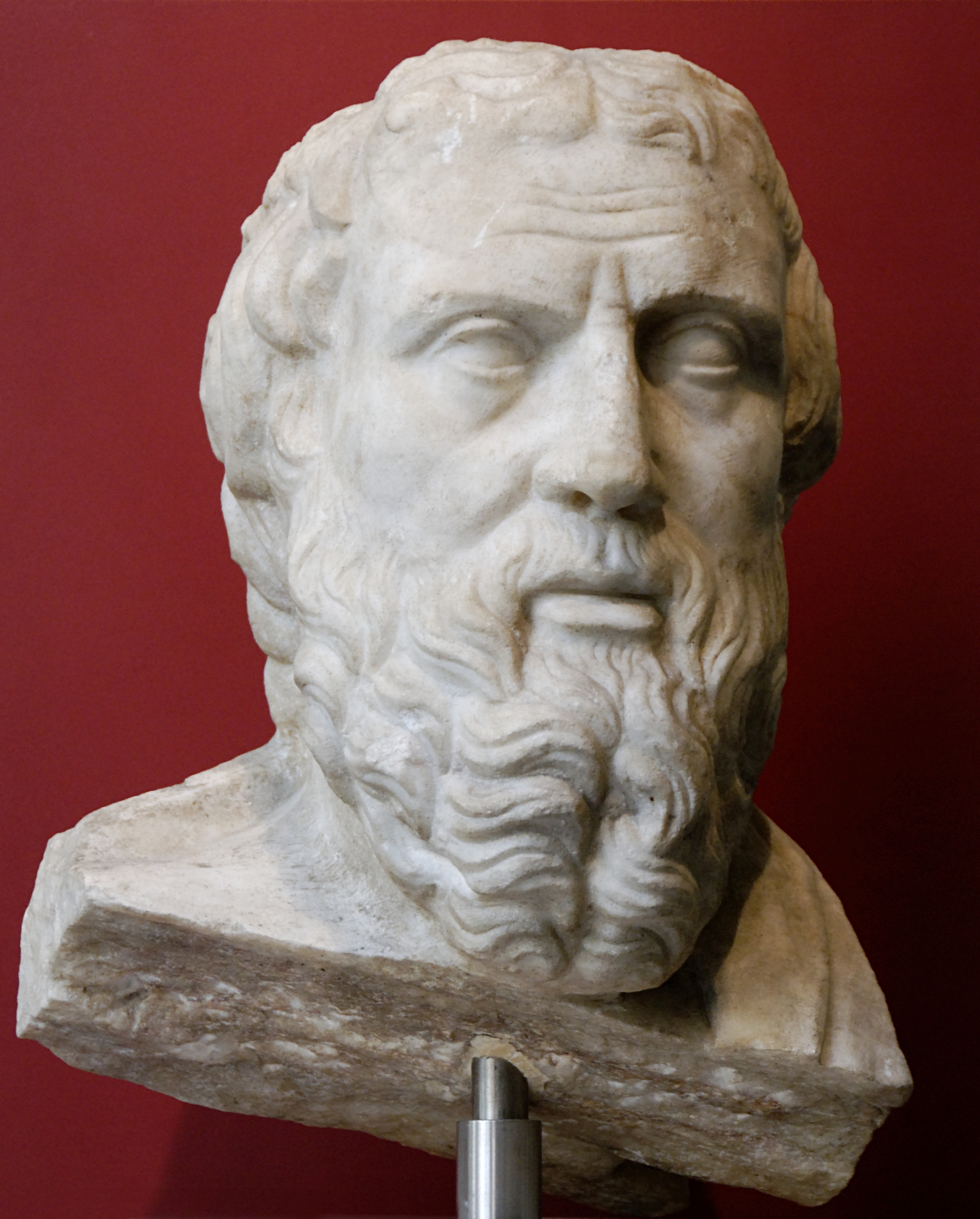
Copie d'un portrait posthume d'Hérodote datant du avant notre ère, Palais Massimo des Thermes.

L'historien grec Hérodote dépeint Khéops comme un tyran hérétique et cruel. Dans son ouvrage littéraire Historiae, Livre II, chapitre 124-126, il écrit : 

« Tant que Rhámpsinîtos était roi, comme on me l'a dit, il n'y avait rien d'autre qu'une règle ordonnée en Égypte, et la terre prospérait beaucoup. Mais après lui, Khéops est devenu roi sur eux et les a amenés à toutes sortes de souffrances : il ferma tous les temples ; après cela, il empêcha les prêtres d'y faire des sacrifices, puis il força tous les Égyptiens à travailler pour lui. Ainsi, certains ont reçu l'ordre de tirer des pierres des carrières de pierre dans les montagnes arabes jusqu'au Nil, et à d'autres, il les a forcé à recevoir les pierres après qu'elles ont été transportées sur le fleuve dans des bateaux, et de les attirer à ceux qui sont appelés les montagnes libyennes. Et ils travaillaient par 100 000 hommes à la fois, tous les trois mois continuellement. De cette oppression, il s'est écoulé dix ans pendant que l'on faisait le pont-jetée par lequel on dessinait les pierres, quel pont-jetée on construisait, et c'est un travail pas beaucoup moins considérable, il me semble, que celui de la pyramide. Sa longueur est de cinq stades, sa largeur de dix brasses et sa hauteur, là où elle est la plus haute, de huit brasses, et il est fait de pierre polie et de figures gravées dessus. Pour cela, disaient-ils, dix ans furent passés, et pour les chambres souterraines sur la colline sur laquelle se trouvent les pyramides, qu'il se fit faire comme chambres sépulcrales pour lui-même dans une île, ayant conduit là un canal du Nil.
Pour la fabrication de la pyramide elle-même, il a passé une période de vingt ans ; et la pyramide est carrée, chaque côté mesurant huit-cents pieds, et sa hauteur est la même. Elle est construite en pierre lissée et ajustée de la manière la plus parfaite, aucune des pierres n'ayant moins de trente pieds de longueur. Cette pyramide a été réalisée à la manière d'étapes que certains appellent  rangées et d'autres bases : lorsqu'ils l'avaient faite ainsi, ils soulevaient les pierres restantes avec des dispositifs faits de courtes pièces de bois, les soulevant d'abord du sol jusqu'à la première étape des marches, et quand la pierre était montée à ce niveau, elle était placée sur une autre machine debout sur la première étape, et ainsi de là elle était tirée à la seconde sur une autre machine ; car il y avait autant de machines qu'il y avait de marches, ou peut-être ont-ils transféré une seule et même machine, faite pour être transportée aussi facilement, à chaque étape successivement, afin qu'ils puissent soulever les pierres ; car qu'on le dise dans les deux sens, selon ce qui est rapporté. Cependant, il se peut que les parties les plus hautes aient d'abord été terminées, et qu'ensuite elles aient fini ce qui leur était adjacent, et finalement elles en aient fini les parties près du sol et dans les zones les plus basses.
Sur la pyramide, il est écrit en égyptien combien on a dépensé en radis, oignons et poireaux pour les ouvriers, et si je me souviens bien de ce que l'interprète a dit en lisant cette inscription pour moi, une somme de 1 600 talents en argent fut dépensée. Khéops en arriva d'ailleurs à une telle méchanceté, que faute d'argent, il envoya sa propre fille dans un bordel et lui ordonna d'obtenir de ceux qui venaient une certaine somme d'argent (combien c'était ils ne me l'ont pas dit). Mais elle n'a pas seulement obtenu la somme fixée par son père, mais elle a aussi créé un projet pour elle-même, en privé, pour laisser derrière elle un mémorial : elle a demandé à chaque homme qui venait la voir de lui donner une pierre pour son projet de construction. Et de ces pierres, m'ont-ils dit, la pyramide a été construite qui se trouve devant la grande pyramide au milieu des trois, chaque côté faisant cent-cinquante pieds de long,,. »

Il en va de même pour l'histoire du roi Khéphren. Il est dépeint comme l'héritier direct de Khéops et comme le même méchant et qu'il a régné pendant cinquante-six ans. Au chapitre 127-128, Hérodote écrit : « Après la mort de Khéops, son frère Khéphrên succéda au trône royal. Ce roi a suivi la même voie que les autres... et a régné pendant cinquante-six ans ». Ici, ils comptent en tout cent-six ans, pendant lesquels ils disent qu'il n'y a eu que du mal pour les Égyptiens, et que les temples ont été gardés fermés et pas ouverts pendant tout ce temps,,.
Hérodote termine l'histoire de ces rois maléfiques au chapitre 128 par les mots : « Ces rois, les Égyptiens, à cause de leur haine contre eux, ne sont pas très disposés à dire leur nom. De plus, ils appellent même les pyramides du nom de Philítîs le berger qui, à cette époque, faisait paître les troupeaux dans ces régions »,,.

#### Diodore de Sicile

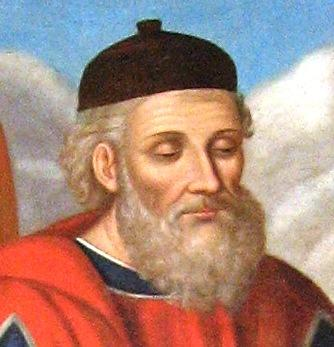
Représentation de Diodore de Sicile sur une fresque du XIXe siècle.

L'historien antique Diodore de Sicile prétend que Khéops était tellement détesté par son propre peuple que les prêtres funéraires ont secrètement déplacé le sarcophage royal, avec le corps de Khéops, dans une autre tombe cachée. Par cette narration, il renforce et confirme l'opinion des érudits grecs, selon laquelle la pyramide de Khéops (et les deux autres pyramides de Gizeh également) devait être le résultat de l'esclavage. Cependant, en même temps, Diodore se distancie d'Hérodote et affirme qu'il ne raconte que des contes de fées et des fictions divertissantes. Diodore prétend que les Égyptiens de son vivant n'ont pas été en mesure de lui dire avec certitude qui a effectivement construit les pyramides. Il déclare également qu'il ne faisait pas vraiment confiance aux interprètes et que le véritable bâtisseur aurait pu être quelqu'un d'autre : la Grande Pyramide aurait été - selon lui - construite par un roi nommé Harmais, celle de Khéphren par le roi Amasis II et celle de Mykérinos par le roi Inaros Ier.
Diodore déclare que la Grande Pyramide était magnifiquement couverte de blanc, mais que le sommet était recouvert d'un capuchon. La pyramide n'avait donc déjà plus de pyramidion. Il pense aussi que la pyramide a été construite avec des rampes, qui ont été enlevées lors de la finition du parement en pierre calcaire. Diodore estime que le nombre total de travailleurs était de 300 000 et que les travaux de construction ont duré vingt ans.

### Khéops dans la tradition arabe
En 642, les Arabes conquirent l'Égypte. En arrivant aux pyramides de Gizeh, ils cherchèrent des explications pour savoir qui avait pu construire ces monuments. À cette époque, aucun habitant de l'Égypte n'était capable de le dire et personne ne pouvait plus traduire les hiéroglyphes égyptiens. En conséquence, les historiens arabes ont écrit leurs propres théories et histoires.
L'histoire la plus connue de Khéops et de sa pyramide se trouve dans le livre Hitat (al-Mawāʿiẓ wa-'l-iʿtibār fī fī ḏikr al-ḫiṭaṭ wa-'l-ʾāṯār), écrit en 1430 par Ahmad al-Maqrîzî. Ce livre contient plusieurs théories et mythes recueillis sur Khéops, en particulier sur la Grande Pyramide. Bien que le roi Khéops lui-même soit rarement mentionné, de nombreux écrivains arabes étaient convaincus que la Grande Pyramide ainsi que les deux autres pyramides de Gizeh avaient été construites par le dieu Hermès (nommé Idris par les Arabes).
Ahmad al-Maqrîzî note que Khéops a été nommé Saurid, Salhuk et/ou Sarjak par les Amalécites bibliques. Puis il écrit que Khéops a construit les pyramides après des cauchemars répétés dans lesquels la terre tournait à l'envers, les étoiles tombaient et les gens hurlaient de terreur. Un autre cauchemar avait montré les étoiles tombant du ciel et kidnappant des humains, puis les mettant sous deux grandes montagnes. Le roi Khéops reçut alors un avertissement de ses prophètes au sujet d'un déluge dévastateur qui allait venir et détruire l'Égypte. Pour protéger ses trésors et ses livres de sagesse, Khéops construisit alors les trois pyramides de Gizeh.

### Critique de la tradition par les égyptologues
Les égyptologues ont examiné les raisons possibles de l'évolution de la réputation de Khéops au fil du temps. Un examen plus approfondi des documents contemporains, des documents ultérieurs et des lectures grecques et coptes, ainsi que des comparaisons entre eux, révèle que la réputation de Khéops a lentement changé et que les opinions positives sur le roi ont toujours prévalu à l'époque grecque. Alan B. Lloyd, par exemple, cite des documents et des inscriptions de la VIe dynastie énumérant une ville importante appelée Menat-Khoufou, qui signifie Infirmière de Khoufou.  Cette ville était encore tenue en haute estime à l'époque du Moyen Empire. Lloyd est convaincu qu'un nom aussi réconfortant n'aurait pas été choisi pour honorer un roi dont la réputation est mauvaise (ou, du moins, douteuse). En outre, il souligne le nombre écrasant d'endroits où les cultes mortuaires pour Khéops étaient pratiqués, même en dehors de Gizeh. Ces cultes mortuaires étaient même encore pratiqués aux époques Saïte et Perse.
Les célèbres Lamentations d'Ipou-Our de la Première Période intermédiaire révèlent des vues intéressantes sur les tombes monumentales du passé ; elles étaient à l'époque considérées comme des preuves de vanité. Cependant, ils ne donnent aucune indication d'une réputation négative des rois eux-mêmes, et donc ils ne jugent pas Khéops d'une manière négative.
Aujourd'hui, les égyptologues considèrent les récits d'Hérodote et de Diodore de Sicile comme une sorte de diffamation, basée sur la philosophie contemporaine de leurs auteurs. Ils appellent également à la prudence face aux traditions anciennes. Ils affirment que les auteurs classiques ont vécu environ 2 000 ans après Khéops et que les sources de leur époque étaient sûrement obsolètes,. De plus, les égyptologues soulignent que les philosophies des anciens Égyptiens avaient complètement changé depuis l'Ancien Empire. Des tombes surdimensionnées comme les pyramides de Gizeh ont dû consterner les Grecs et même les prêtres du Nouvel Empire, car ils se souvenaient sûrement du pharaon hérétique Akhenaton et de ses projets mégalomanes de construction,. Cette image extrêmement négative a évidemment été projetée sur Khéops et sa pyramide. Cette vision a peut-être été favorisée par le fait que, du vivant de Khéops, l'autorisation de tailler des grandes statues en pierre précieuse et de les exposer en public était limitée au seul roi,. À leur époque, les auteurs grecs, les prêtres mortuaires et les prêtres du temple ne pouvaient pas expliquer les monuments et statues impressionnants de Khéops autrement que par le projet d'un personnage mégalomane. Ces points de vue et les histoires qui en ont résulté ont été avidement repris par les historiens grecs, qui ont donc également donné des avis négatifs sur Khoufou, car les histoires scandaleuses étaient plus faciles à vendre que les histoires positives,.
En outre, plusieurs égyptologues soulignent que des historiens romains comme Pline l'Ancien et Frontin (tous deux vers 70 de notre ère) n'hésitèrent pas non plus à ridiculiser les pyramides de Gizeh : Frontin les appelle pyramides oisives, contenant les structures indispensables aussi à certains de nos aqueducs abandonnés à Rome et Pline l'Ancien les décrit comme l'ostentation oisif de la richesse royale. Les égyptologues voient clairement dans ces critiques des intentions politiques et sociales motivées et il semble paradoxal que l'utilisation de ces monuments ait été oubliée, mais que les noms de leurs constructeurs soient restés immortalisés.
Un autre indice de la mauvaise réputation de Khéops au sein des peuples grec et romain pourrait se cacher dans la lecture copte du nom de Khéops. Les hiéroglyphes égyptiens formant le nom Khoufou se lisent Shêfet en copte, ce qui signifie malchance ou péché. La lecture copte dérive d'une prononciation ultérieure de Khoufou en Choufou, qui à son tour a conduit à la lecture grecque Souphis. Il est possible que les auteurs grecs et romains aient inconsciemment copié la mauvaise signification de la lecture copte de Khéops.
Les égyptologues et historiens appellent également à la prudence quant à la crédibilité des histoires arabes. Ils soulignent que les Arabes médiévaux étaient guidés par la croyance islamique stricte qu'il n'existe qu'un seul dieu et qu'aucun autre dieu n'était donc autorisé à être mentionné. En conséquence, ils transférèrent les rois et dieux égyptiens en prophètes et rois bibliques. Le dieu égyptien Thot, nommé Hermès par les Grecs, par exemple, a été assimilé prophète Hénoch. Le roi Khéops, comme déjà mentionné, a été nommé Saurid, Salhuk et/ou Sarjak, et souvent remplacé par un prophète nommé Šaddād bīn'Âd. En outre, les chercheurs relèvent des contradictions dans le livre d'Ahmad al-Maqrîzî. Par exemple, dans le premier chapitre du Hitat, les Coptes auraient nié toute intrusion des Amalécites en Égypte, et les pyramides auraient été érigées comme tombeau pour Šaddād bīn'Âd. Mais quelques chapitres plus loin, Ahmad al-Maqrîzî affirme que les Coptes appellent Saurid le constructeur des pyramides.